# Gina Lückenkemper
Gina Lückenkemper, född den 21 november 1996 i Hamm, är en tysk friidrottare som tävlar i kortdistanslöpning.

## Karriär
Gina Lückenkemper ingick i det tyska lag som tog brons på korta stafetten vid OS 2024. Vid VM 2022 ingick hon i tyska stafettlaget på 4 x 100 meter som tog brons.